# آنتونین باراک
آنتونین باراک (انگلیسی: Antonín Barák؛ زادهٔ ۳ دسامبر ۱۹۹۴) بازیکن فوتبال اهل جمهوری چک است که به صورت قرضی برای باشگاه فیورنتینا بازی می‌کند.
وی همچنین در تیم‌های ملی فوتبال زیر ۲۱ سال جمهوری چک و جمهوری چک بازی کرده‌است.